# 1987 (nghệ sĩ)
1987, tên thật là Victor Holmberg (sinh ngày 28 tháng 4 năm 1987), là nhà sản xuất, nhạc sĩ và nhạc sĩ của các dự án solo. Anh cũng là thành viên của bộ đôi âm nhạc điện tử Thụy Điển Montauk.

## Lịch sử
Tháng 9 năm 2013, 1987 phát hành đĩa đơn đầu tay, "Ocean".

## Danh sách đĩa nhạc

#### Album
- "Härskarkonst" (2015)[4]

#### Đĩa đơn
- "Bomb" (2014)[5]
- "Michelle" (2014)[6]
- "Ocean" (2013)[7]
- "Hej då" (2015)

#### Remix
- Tove Styrke – Ego (1987 Remix)[8]
- Alice Boman – Waiting (1987 Remix)[9]
- Marlene – Bon Voyage (1987 Remix)[10]
- Lucas Nord feat. Emil Heró – Feelings For You (1987 Remix)[11]
- Wild at Heart – Saving All My Tears (1987 Remix)[12]
- Postiljonen – All That We Had Is Lost (1987 Remix)[13]
- Attu – Don't Sleep (1987 Remix)[14]
- Sportsman – Usher (1987 Remix)[15]
- SomethingALaMode – On My Mind feat. DWNTWN (1987 Remix)[16]

## Sản xuất
- Montauk "The Newsroom" EP, (Brilliantine, 2011)[17]
- Sportsman "Usher" EP, (Best Fit Recordings, 2013)[18]